# Кондратенко, Иван Васильевич
Иван Васильевич Кондратенко (1923—1971) — старший сержант Рабоче-крестьянской Красной Армии, участник Великой Отечественной войны, Герой Советского Союза (1943).

## Биография
Иван Кондратенко родился 23 апреля 1923 года в селе Александровка (ныне — Ширяевский район Одесской области Украины). После окончания неполной средней школы заведовал клубом в Александровке. В 1942 году Кондратенко был призван на службу в Рабоче-крестьянскую Красную Армию. С января 1943 года — на фронтах Великой Отечественной войны. К августу 1943 года старший сержант Иван Кондратенко командовал орудием 611-го истребительно-противотанкового артиллерийского полка 6-й гвардейской армии Воронежского фронта. Отличился во время Курской битвы.
5 августа 1943 года в районе села Томаровка Яковлевского района Белгородской области батарея Кондратенко была атакована 30 танками противника. В бою все орудия, кроме орудия Кондратенко, были уничтожены. Заменив собой выбывшего из строя наводчика, несмотря на полученное ранение. Кондратенко продолжал вести бой, уничтожив 2 тяжёлых и 3 средних танка, а также подбив ещё 2 танка. 21 августа батарея Кондратенко была атакована 18 танками. В бою весь его расчёт выбыл из строя, но Кондратенко, работая за троих, в одиночку уничтожил 1 тяжёлый и 2 средних танка, 1 САУ, благодаря чему противник не смог прорваться.
Указом Президиума Верховного Совета СССР от 21 сентября 1943 года за «мужество, отвагу и героизм, проявленные в борьбе с немецкими захватчиками» старший сержант Иван Кондратенко был удостоен высокого звания Героя Советского Союза с вручением ордена Ленина и медали «Золотая Звезда» за номером 2578.
В дальнейшем Кондратенко участвовал в битве за Днепр на Букринском и Лютежском плацдармах, освобождении Украинской ССР, Венгрии, Австрии. После окончания войны он был демобилизован. Проживал в селе Заводовка Березовского района Одесской области Украинской ССР, работал заместителем директора местного техникума по хозчасти. Скоропостижно скончался 23 апреля 1971 года, похоронен а Заводовке.

## Награды
- Медаль «Золотая Звезда»;
- орден Ленина
- орден Отечественной войны 2 степени[2]
- медаль «За отвагу»[3]